# West Orange (Teksas)
West Orange – miasto w Stanach Zjednoczonych, w stanie Teksas, w hrabstwie Orange.